# Diksamella pohli
Genre
Espèce
Diksamella pohli, unique représentant du genre Diksamella, est une espèce de collemboles de la famille des Bourletiellidae.

## Distribution
Cette espèce est endémique de Socotra au Yémen.

## Publication originale
- Bretfeld, 2005 : Collembola Symphypleona (Insecta) from the Republic of Yemen. Part 2: samples from the Isle of Socotra. Abhandlungen und Berichte des Naturkundemuseums Goerlitz, vol. 77, no 1, p. 1-56.